# Morosowsk
Morosowsk (russisch Морозовск) ist eine Stadt in der Oblast Rostow (Russland) mit 27.642 Einwohnern (Stand 14. Oktober 2010).

## Geografie
Die Stadt liegt etwa 260 km nordöstlich der Oblasthauptstadt Rostow am Don am Oberlauf der Bystraja, eines linken Nebenflusses des Sewerski Donez.
Morosowsk ist Verwaltungszentrum des gleichnamigen Rajons.
Die Stadt liegt an der Eisenbahnstrecke Lichowskoi (Bahnhof Lichaja)–Wolgograd. Die hier in Richtung Zimljansk–Wolgodonsk abzweigende Strecke ist seit den 1990er Jahren außer Betrieb. Durch die Stadt führt die Fernstraße A260 von Wolgograd zur ukrainischen Grenze bei Donezk (Russland), die in der Ukraine weiter als M 04 in Richtung Luhansk, Donezk (Ukraine) und Dnipro führt. Die M21 ist Teil der Europastraße 40.

## Geschichte

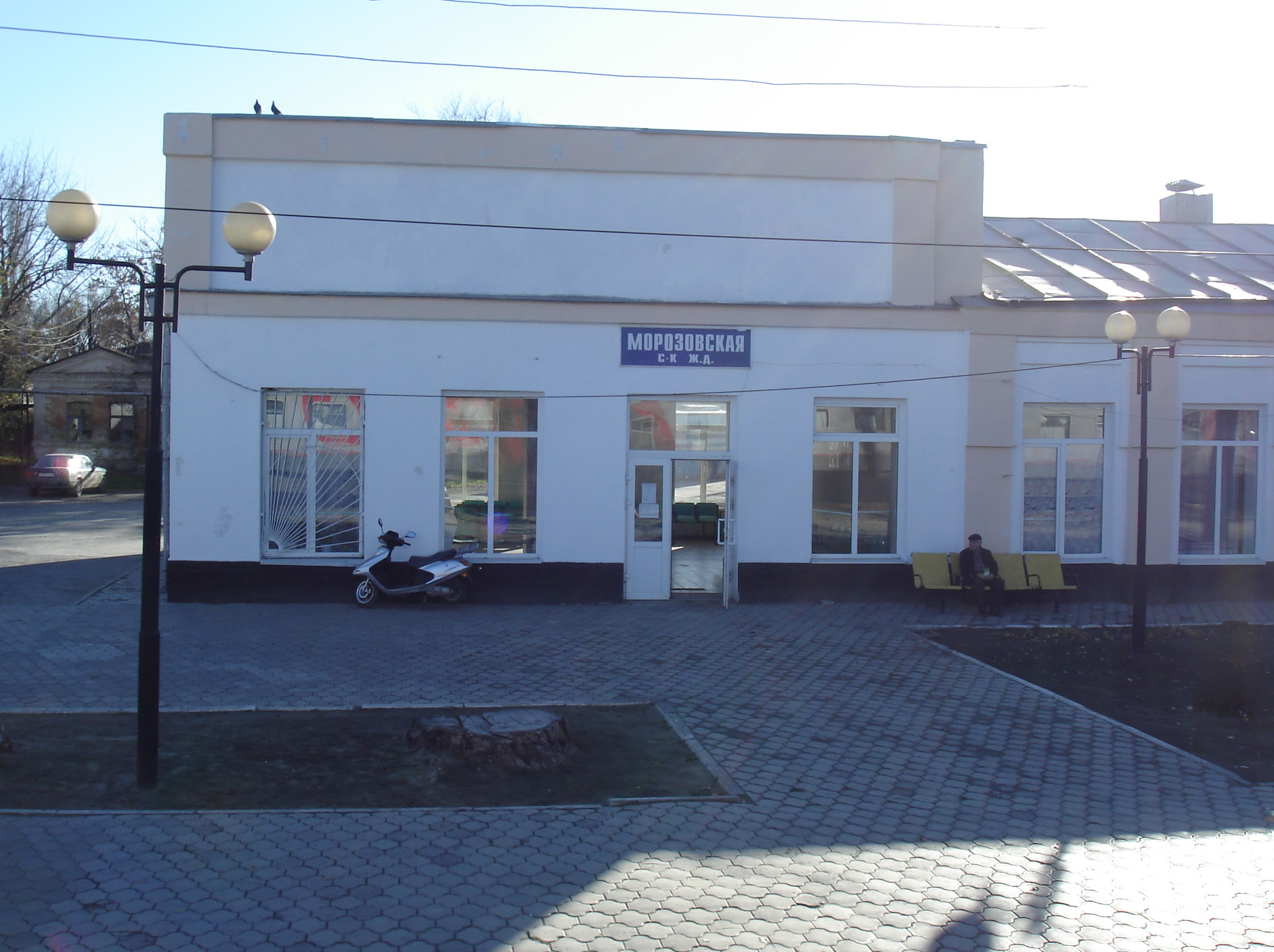
Bahnhof Morosowskaja

Der Ort entstand in den 1880er Jahren als Dorf Morosow, benannt nach dem ersten Siedler. Im Jahr 1900 wurde in drei Kilometer Entfernung vom Dorf der Bahnhof Morosowskaja an der neuen Eisenbahnstrecke Lichaja-Zarizyno eröffnet.
1910 entstand in der Nähe der Bahnstation eine Kosakenstaniza, die nach dem deutschstämmigen Ataman der Orenburger Kosaken Baron Fjodor von Taube (1857–1911) den Namen Taubejewskaja erhielt. Im Rahmen der Umbenennungskampagne von Ortsnamen deutschen Ursprungs während des Ersten Weltkriegs, jedoch relativ spät, erhielt die Staniza nach der Bahnstation am 24. April 1917 ebenfalls den Namen Morosowskaja.
Dorf, Bahnhofssiedlung und Staniza wuchsen allmählich zusammen, sodass 1941 das Stadtrecht unter dem heutigen Namen verliehen wurde.
Im Zweiten Weltkrieg wurde Morosowsk am 15. Juli 1942 von der deutschen Wehrmacht besetzt und am 5. Januar 1943 von Truppen der Südwestfront der Roten Armee während des Vorrückens auf Woroschilowgrad zurückerobert.

### Bevölkerungsentwicklung
| Jahr | Einwohner |
| ---- | --------- |
| 1939 | 21.662    |
| 1959 | 26.952    |
| 1970 | 27.024    |
| 1979 | 27.159    |
| 1989 | 27.004    |
| 2002 | 29.222    |
| 2010 | 27.642    |

Anmerkung: Volkszählungsdaten

## Wirtschaft
Wichtigster Betrieb der Stadt ist das Landmaschinenwerk Morosowskselmasch. Daneben gibt es Betriebe der Lebensmittelindustrie.

## Söhne und Töchter der Stadt
- Klawdija Toptschijewa (1911–1984), Physikochemikerin und Hochschullehrerin
- Waleri Alexandrowitsch Belikow (1925–1987), Armeegeneral
- Mychajlo Ischtschenko (* 1950), Handballspieler